# Tirukalukundram
Tirukalukundram (o Tirukkalikkunram, Tirukalikundram) è una suddivisione dell'India, classificata come town panchayat, di 23.677 abitanti, situata nel distretto di Kanchipuram, nello stato federato del Tamil Nadu. In base al numero di abitanti la città rientra nella classe III (da 20.000 a 49.999 persone).

## Geografia fisica
La città è situata a 12° 36' 24 N e 80° 3' 45 E e ha un'altitudine di 33 m s.l.m..

## Società

### Evoluzione demografica
Al censimento del 2001 la popolazione di Tirukalukundram assommava a 23.677 persone, delle quali 11.839 maschi e 11.838 femmine. I bambini di età inferiore o uguale ai sei anni assommavano a 2.519, dei quali 1.274 maschi e 1.245 femmine. Infine, coloro che erano in grado di saper almeno leggere e scrivere erano 17.069, dei quali 9.430 maschi e 7.639 femmine.

Tirukalukundram